# Kim Lantz
Kristofer Erik Bertil Kim Lantz, tidigare Erik Bertil Christofer Lantz, född 16 april 1948 i Örebro, är en svensk skådespelare.

## Biografi
Kim Lantz är sedan 1975 anställd vid Folkteatern i Göteborg där han debuterade i Död mans hand. Han har gjort ett stort antal roller vid Folkteatern bl.a. universitetsläraren Frank i Willy Russels komedi Timmarna med Rita och som Sören Kröyer i Den yttersta natten. Han är också välkänd som bilmekanikern Robert i TV-serien Hem till byn. Han har också medverkat i tv-serien Rena rama Rolf.
Han skrev på 1970-talet texterna till några av gruppen Text & Musiks låtar.

## Filmografi
- 1985 – Smugglarkungen
- 1990 – Hem till byn (TV-serie) – även 1995, 1999, 2002 samt 2006
- 1990 – Bulan
- 1992 – Damen i handskdisken
- 1994 – Rena rama Rolf (TV-serie)
- 1996 – Harry & Sonja
- 1996 – Älskade Lotten (TV-serie)
- 1997 – Rika barn leka bäst
- 1997 – Hammarkullen (TV-serie)
- 1998 – När karusellerna sover (TV-serie)
- 2001 – Confession – en doft av sanning
- 2007 – Saltön (TV-serie)
- 2009 – I taket lyser stjärnorna
- 2009 – Till det som är vackert
- 2013 – Känn ingen sorg
- 2017 – Vår tid är nu (TV-serie)
- 2023 – Vernissage hos Gud

## Teater

### Roller (ej komplett)
| År   | Roll | Produktion                      | Regi               | Teater                |
| ---- | ---- | ------------------------------- | ------------------ | --------------------- |
| 2000 |      | Snart kommer tiden Line Knutzon | Lars-Eric Brossner | Folkteatern, Göteborg |
| 2018 |      | Dogville Lars von Trier         | Frida Röhl         | Folkteatern, Göteborg |
| 2019 |      | Madame Bovary Gustave Flaubert  | Frida Röhl         | Folkteatern, Göteborg |

### Fotnoter
1. ↑  ”Kim Lantz”. Svensk Filmdatabas. http://sfi.se/sv/svensk-filmdatabas/Item/?type=PERSON&itemid=217997&ref=%2ftemplates%2fSwedishFilmSearchResult.aspx%3fid%3d1225%26epslanguage%3dsv%26searchword%3dkim+lantz%26type%3dPerson%26match%3dBegin%26page%3d1%26prom%3dFalse. Läst 3 augusti 2012.
2. ↑  Albumen Jaguaren (1976) och Stäng inte dörren ... (1977) med Text & Musik, utgivna på Nacksving
3. ↑  Mikael Löfgren (14 november 2000). ”Glädjebarn och sorgebarn”. Dagens Nyheter. https://www.dn.se/arkiv/kultur/teater-gladjebarn-och-sorgebarn/. Läst 2 oktober 2021.